# Van Hool A18
De Van Hool A18 is een type bus van de Belgische fabrikant Van Hool en is de opvolger van de Van Hool AG300. Dit type bus heeft drie verschillende aandrijvingen, namelijk elektrisch (A18 Batterij), waterstof (A18 Fuel Cell) en trolleybus (A18 Trolley). Na de faillissement van Van Hool in 2024 en de overname door VDL Bus & Coach ging de A18 uit productie.

## Uitvoeringen
| Typeaanduiding         | A18 Batterij        | A18 Fuel Cell       | A18 Trolley         |
| ---------------------- | ------------------- | ------------------- | ------------------- |
| Bouwjaren              | 2022-2024           | 2022-2024           | 2022-2024           |
| Carrosserie            | Van Hool            | Van Hool            | Van Hool            |
| Totale lengte          | 18 195 mm           | 18 195 mm           | 18 195 mm           |
| Totale breedte         | 2 550 mm            | 2 550 mm            | 2 550 mm            |
| Totale hoogte          | 3 400 mm            | 3 400 mm            | 3 400 mm            |
| Wielbasis              | 5 790 mm + 6 510 mm | 5 790 mm + 6 510 mm | 5 790 mm + 6 510 mm |
| Vooroverbouw           | 2 825 mm            | 2 825 mm            | 2 825 mm            |
| Achteroverbouw         | 3 610 mm            | 3 610 mm            | 3 610 mm            |
| Instaphoogte           | 320 tot 340 mm      | 320 tot 340 mm      | 320 tot 340 mm      |
| Staphoogte             | 2 300 mm            | 2 300 mm            | 2 300 mm            |
| Max aantal zitplaatsen | 51                  | 51                  | 51                  |